# Светозар Т. Влашкалић
Светозар Влашкалић, свештеник, син мошоринског трговца Трифуна Влашкалића, рођен је 26. марта 1874. године.

## Живот
После свршене новосадске гимназије, уписао је карловачку Богословију 1893. године. Говорио је мађарски и немачки. За ђакона га је рукоположио вршачки епископ Гаврило Змејановић, децембра 1879, а јереј је постао јануара 1898. године.
Прва парохија му је била Омољица у Банату, где му је умрла вољена супруга. Из Омољице прешао је у родни Мошорин, где је изгубио малог сина Србислава.
На брегу подигао задужбину, посвећену св. Николи, намењену за женски манастир. У храм може стати 400 верних. Звона су освећена на двогодишњи парастос малом Србиславу-Бати, 1932. године. Задужбина је зидана седам година. Освећење је обавио Др Иринеј Ћирић, епископ новосадско-бачки 1938. године, том приликом је проти уручио напрсни крст.
Због свог националног рада, прота је од државних власти 1929. одликован орденом Св. Саве IV степена.
У Другом светском рату, прота као неповерљив за нове, мађарске власти, бива одведен у Шајкаш Св. Иван.
Убијен је на Бадњи дан 1942. на једној њиви, са служавком, Мађарицом. Тим убиством отпочело је масовно страдање Срба у Мошорину, када је међу 205 жртава, од којих 170 Срба, убијен и протин рођак Душан Влашкалић (1922), богослов.